# Zuzana Šulajová
Zuzana Šulajová, née le 14 juillet 1978 à Martin, est une actrice, réalisatrice et photographe slovaque.

## Biographie

### Formation
Zuzana Šulajová a étudié la photographie à la Škola úžitkového výtvarníctva Josefa Vydru (École des arts appliqués) de Bratislava SUV (1997) et à l'École des arts appliqués de Prague (UmPrum).
Elle se spécialise en photographie de mode, en portrait et en photographie de film. Elle avait fait ses débuts au cinéma dès 1985.

### Famille
Zuzana Šulajová est la fille du cinéaste et professeur Ondrej Šulaj (recteur de l'École supérieure des arts de la scène de Bratislava (VŠMU) de 2003 à 2011, scénariste de nombreux films) et de l'actrice Anna Šulajová (sk). Elle est la sœur de la dramaturge, metteuse en scène et actrice Katarína Šulajová (sk).
Elle est depuis 2010 la compagne de l'acteur, danseur et chanteur tchèque Jan Révai (cs).

## Filmographie
- 1985 : Tichá radosť Quiet Happiness (Katka Galová)
- 1995 : Le Jardin (Helena).
- 2000 : Zpráva o putování studentů Petra a Jakuba (Eva)
- 2004 : O dve slabiky pozadu Two Syllables Behind (réalisatrice)
- 2005 : Příběhy obyčejného šílenství Wrong Side Up (Jana)